# Bisdom Texcoco
Het bisdom Texcoco (Latijn: Dioecesis Texcocensis) is een rooms-katholiek bisdom met als zetel Texcoco, in Mexico. Het bisdom is suffragaan aan het aartsbisdom Tlalnepantla. 

## Geschiedenis
Het bisdom werd opgericht op 30 april 1960, uit delen van het aartsbisdom Mexico, en was suffragaan aan het aartsbisdom Mexico. Op 17 juni 1989 wisselde het van kerkprovincie en werd suffragaan aan het nieuw verheven aartsbisdom Tlalnepantla. Het verloor meermaals gebied bij de oprichting van de bisdommen Tlalnepantla (1964), Cuautitlán (1979), Netzahualcóyotl (1979), Ecatepec (1995) en Teotihuacán (2008). 

## Parochies
Het bisdom had in 2020 een oppervlakte van 1.131 km2 en telde 1.395.500 inwoners waarvan 91,3% rooms-katholiek was.

## Bisschoppen
- Francisco Ferreira Arreola (1 augustus 1960 - 13 december 1977)
- Magín Camerino Torreblanca Reyes (18 april 1978 - 28 mei 1997; hulpbisschop sinds 23 december 1972)
- Carlos Aguiar Retes (28 mei 1997 - 5 februari 2009; later kardinaal)
  - Víctor René Rodríguez Gómez (hulpbisschop: 13 mei 2006 - 25 oktober 2012)
- Juan Manuel Mancilla Sánchez (18 juni 2009 - heden; hulpbisschop 23 mei 2001 - 8 november 2005)

Tlalnepantla (aartsbisdom) · Cuautitlán · Ecatepec · Izcalli · Netzahualcóyotl · Teotihuacán · Texcoco · Valle de Chalco